# Josef von Hudelist
Josef von Hudelist (Sankt Veit an der Glan, 1759 – Vienna, 21 ottobre 1818) è stato un politico e diplomatico austriaco.

## Biografia
Josef von Hudelist fu uno dei principali funzionari austriaci all'epoca del Congresso di Vienna. Dopo gli studi presso l'Università di Vienna fu per quattro anni al seguito del Cardinale František Herzan von Harras a Roma come Privatsecretär. Nel 1791 fu nominato segretario di legazione imperiale (kaiserlicher Legationssecretär) a Napoli. Tornato a Vienna nel 1795, si recò nel 1798 – come segretario di legazione (Gesandtschaftssecretär) a Berlino, che diresse tra il 1799 e il 1801 - fino alla nomina del conte Johann Philipp Karl Joseph von Stadion come inviato straordinario e ministro plenipotenziario. Promosso a consigliere di ambasciata (Botschaftsrath) in Russia a Pietroburgo nell'estate del 1801. Nel dicembre 1803 è stato nominato a consigliere aulico della Cancelleria di Stato di Vienna (Hofrath bei der geh. Haus, Hof und Staatsskanzlei in Wien), di cui divenne in pratica il direttore.
In seguito all'invasione francese di Vienna del 1809 il salvataggio del Tesoro della Cancelleria di Stato e di gran parte degli archivi furono merito suo. In agosto 1813 promosso da Metternich a consigliere di Stato, prese in pratica il suo posto agli affari interni, essendo il cancelliere sempre impegnato in viaggi e missioni diplomatiche in vista del Congresso di Vienna. Nel 1818 prese il posto di Metternich anche come cancelliere di Stato, e fu in questa veste che la morte lo colse improvvisa il 21 ottobre 1818.